# Nachtjagdgeschwader 1
Nachtjagdgeschwader 1 (dobesedno slovensko: Nočni-lovski polk 1; kratica NJG 1) je bil nočno-lovski letalski polk (Geschwader) v sestavi nemške Luftwaffe med drugo svetovno vojno.

## Organizacija
- štab
- I. skupina
- II. skupina
- III. skupina
- IV. skupina

## Vodstvo polka
Poveljniki polka (Geschwaderkommodore)
- Polkovnik (Oberst) Wolfgang Falck: 26. junij 1940
- Polkovnik Werner Streib: 1. julij 1943
- Nadporočnik (Oberleutnant) Hans-Joachim Jabs: marec 1944